# إل جي جي برو 2
إل جي جي برو 2 (بالإنجليزية: LG G Pro 2)‏ هو هاتف ذكي من إل جي أليكترونيكس يعمل بنظام أندرويد تم الكشف عنه في فبراير 2014 في ملتقى عالم الهاتف النقال، تم طرحه في الأسواق في أبريل 2014.

## الخصائص
- نظام التشغيل: أندرويد
- الكاميرا الأمامية: 2.1 ميجابكسل
- الكاميرا الخلفية: 13 ميجابكسل
- الشاشة: 1920×1080
- الوزن: 172 غ (6.1 أونصة)
- الذاكرة: 3 جيجابايت